# Massango
Massango (fins 1975 Forte República) és un municipi de la província de Malanje. Té una extensió de 7.569 km² i 32.610 habitants. Comprèn les comunes de Kihuhu, Kinguengue i Massango. Limita al nord amb els municipis de Sanza Pombo i Santa Cruz, a l'est amb la República Democràtica del Congo, al sud amb els municipis de Marimba i Calandula, i a l'oest amb el de Cangola.